# Xanthorhoe argenteolineata
Xanthorhoe argenteolineata là một loài bướm đêm trong họ Geometridae.